# Max Frei-Sulzer
Max Frei-Sulzer (Zúrich, 8 de marzo de 1913 - 14 de enero de 1983) fue un criminólogo suizo.

## Biografía
Tenía un posgrado de Botánica y fue fundador y director del servicio científico de la policía de la ciudad de Zúrich y profesor de Criminalística en la Universidad de Zúrich. Desde 1949 trabajó en Suiza con un gran éxito y reconocimiento internacional en el campo de la investigación de pistas microscópicas. En 1951 comenzó a usar el método de la cinta adhesiva, como la cinta Tesa, la cinta Scotch y otras similares transparentes, a las que se adhieren los rastros microscópicos.
También fue profesor en el Instituto de Policía de Neuchâtel (Suiza) y en el de Hiltrup (Alemania). Fue redactor científico de la publicación alemana Kriminalistik.
Colaboraba con la Interpol. Fue experto de la ONU en las investigaciones sobre la muerte del secretario general Dag Hammarskjöld en 1961.
Era escéptico con respecto a las reliquias, ya que su confesión religiosa era la de protestante zwingliano.
El 23 de noviembre de 1973, con el consentimiento de las autoridades competentes, Frei extrajo algunas muestras de polvo de los márgenes de la Sábana Santa de Turín utilizando cintas adhesivas.
Entre 1974 y 1978 realizó diversos viajes a Tierra Santa, a los alrededores de Estambul (la antigua Constantinopla) y la península de Anatolia, Chipre, Francia e Italia, en diversas estaciones florales para recoger pólenes y estudiarlos en su laboratorio.
Posteriormente, declaró a la revista La Gazzeta del Popolo del 8 de marzo de 1976 que había 49 tipos de pólenes diferentes en la Sábana Santa de los lugares por los que había pasado a lo largo de su historia y que esto demostraba su autenticidad. En el II Congreso Internacional de Sindonología de 1978 facilitó la lista completa de los restos de plantas encontrados.
El 8 de octubre de 1978 volvió a extraer muestras de la Sábana Santa, identificando más pólenes. Según él mismo declaró, muchos de los pólenes descubiertos habían sido encontrados en Tierra Santa por la Universidad de Tel Aviv. El botánico Avinoam Danin, de la Universidad Hebrea de Jerusalén, dijo:

Por lo que se refiere a establecer la procedencia de la Síndone el zygophyllum dumosum es la planta más significativa de la lista. Max Frei identificó gránulos de polen de esta especie sobre las cintas adhesivas que él examinó. La extensión más septentrional de la distribución de esta planta en el mundo coincide con la línea de demarcación existente entre Jericó y el indicador del nivel del mar sobre la ruta que lleva desde Jerusalén hasta Jericó. Dado que el zygophyllum dumosum crece sólo en Israel, Jordania y Sinaí, su presencia contribuye a limitar finalmente el lugar de origen de la Síndone.

Max Frei-Sulzer también estudió los pólenes presentes en el Santo Sudario de Oviedo con muestras no extraídas por él de 1978 y otras extraídas por él mismo en 1979. Encontró pólenes de plantas comunes con la Sábana Santa de Turín y pólenes de plantas que no crecen en Europa pero que son frecuentes en los desiertos de Tierra Santa.
En 1999 los botánicos Avinoam Danin y Uri Baruch encontraron en las muestras tomadas por Frei-Sulzer 313 pólenes y reconocieron a nivel de especie o familia 204 tipos. En 2012 Marzia Boi, doctora en Biología y polinóloga de la Universidad de las Islas Baleares, estudió las muestras tomadas por Max Frei-Sulzer en 1973 y determinó que el polen más abundante, identificado previamente como de gundelia, era realmente de helichrysum, que se encuentra en aceites usados en ritos funerarios hebreos del siglo I. Los pólenes presentes podrían indicar que se usaron aceites y ungüentos dignos del entierro de un rey. El aceite de helichrysum se hace solamente con las flores, lo que explica que haya unos valores más altos de ese polen. También determinó que estos productos habían servido para conservar mejor la tela durante siglos.
A principios de los años 80 aparecieron unos libros que parecían ser los diarios de Hitler. Max Frei-Sulzer y el documentólogo estadounidense Ordway Hilton compararon la letra de estos diarios con la de documentos escritos por Hitler del Archivo Federal de Alemania y afirmaron su autenticidad. El historiador Hugh Trevor-Roper afirmó su autenticidad y los historiadores Eberhard Jaeckel, Werner Maser y Kart Dietrich Bracher los consideraron falsos. Finalmente, el grafólogo estadounidense Charles Hamilton afirmó que eran falsos y el Archivo Federal de Koblenz dictaminó que no podían ser auténticos porque el papel y los tipos de tinta eran posteriores. El autor resultó ser un falsificador de arte alemán simpatizante de los nazis llamado Konrad Kujau.

## Obra
- La estructura de la flora y vegetación sicilianas y su posición en el Mediterráneo. Disertación. Universidad de Zúrich. 1938.
- El microscopio y los instrumentos ópticos relacionado. Microscopic Library. Volumen 1. Schlegel y Zúrich. 1946.
- Métodos de investigación microscópicos . Microscopic Library. Volumen 2. Schlegel y Zúrich. 1946.
- Objetos gratificantes para las investigaciones microscópicas y su preparación . Microscopic Library. Volumen 3. Schlegel y Zúrich. 1946.
- Fotomicrografía en blanco-negro y en color. Microscopic Library. Volumen 4. Schlegel y Zúrich. 1948.
- Guía para el tratamiento de ladrillos provenientes de fuego y explosiones. Con Arnold Suter. Kriminalistik-Verlag. Hamburgo. 1971.
- Nueve años de estudios palinológicos de la Sábana. Shroud Spectrum International. 1982.